# Catta Neuding
Catharina "Catta" Sharon Neuding Skoog, född den 6 november 1978, är en svensk regissör inom teater och TV samt programledare och skribent.

## Uppväxt
Neudings föräldrar kom till Sverige från Polen 1969. När Neuding föddes kunde de inte svenska bra och talade därför polska hemma. Neuding började lära sig svenska först vid 5 års ålder på dagis. Hon är syster till journalisten Paulina Neuding.:28m4s

## Utbildning
Neuding gick i tysk skola och tyska är hennes andraspråk. Hon började i svensk skola när hon var 13 år.:2m58s
Hon utbildade sig till skådespelare i fyra år:14m14s och gjorde en roll som butiksbiträde i filmen Darling (2007).

## Arbetsliv
Av en slump tog Neuding ett regiuppdrag och var därefter teaterregissör i nästan 20 år.:14m14s Hon drev Fjäderholmsteatern utan statliga medel och med företagssponsring i stället.
Sedan augusti 2018 gör hon intervjuer för Axess TV, bland annat Förklara din forskning tillsammans med Katarina O'Nils Franke. Hon medverkar även i Axess Magasin.
Hon var regissör för, och var en av manusskribenterna till, serien Bruken som byggde Sverige som visades på Axess TV 2021–2022.

## Övrigt
Neuding var en av deltagarna i nätverket rödvinshögern som Dagens Nyheter skrev om 2013,:31m35s och som menade att kulturen inte måste vara vänster, ett svar på den uppmärksammade kulturartikeln "När ska det röda rinna av kulturens fana?" som Bengt Ohlsson skrev 2012.